# トラウブリッジ準男爵

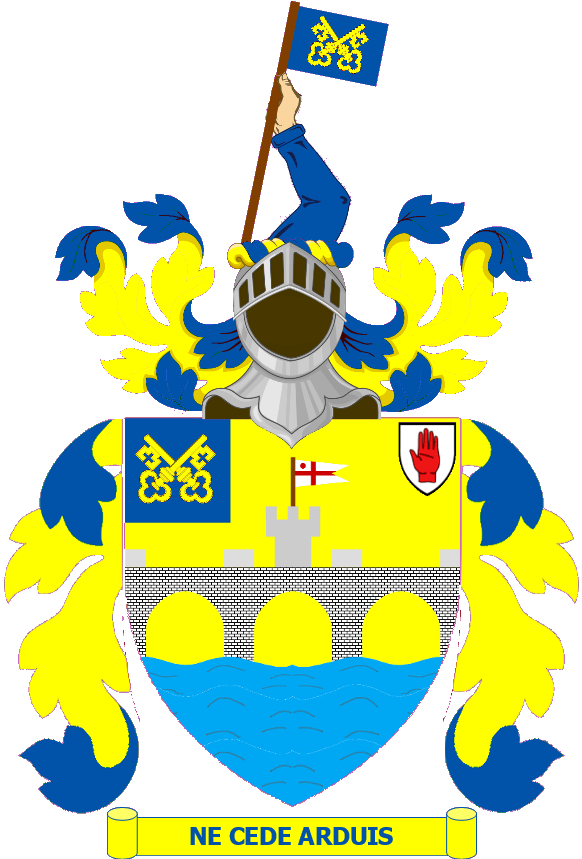
トラウブリッジ準男爵家の紋章

プリマスのトラウブリッジ準男爵（Troubridge Baronetcy, of Plymouth）は、イギリスの準男爵位。1799年11月30日に海軍軍人トマス・トラウブリッジがグレートブリテン準男爵として叙位されたのに始まる。現在の当主は7代準男爵サー・トマス・トラウブリッジである。

## プリマスのトラウブリッジ準男爵 (1799年)
- 初代準男爵サー・トマス・トラウブリッジ (1758–1807)
- 2代準男爵サー・エドワード・トマス・トラウブリッジ（英語版） (1787–1852)
- 3代準男爵サー・トマス・セント・ヴィンセント・ホープ・コクラン・トラウブリッジ（英語版） (1815–1862)
- 4代準男爵サー・トマス・ハーバート・コクラン・トラウブリッジ (1860 – 1938)
- 5代準男爵サー・トマス・セント・ヴィンセント・ウォレス・トラウブリッジ（英語版） (1895–1963)
- 6代準男爵サー・ピーター・トラウブリッジ（英語版） (1927 – 1988)
- 7代準男爵サー・トマス・トラウブリッジ (1955-)